# Hans Bendix
Hans Bendix (Kopenhagen, 19 januari 1898 - 10 december 1984) was een Deense cartoonist, schilder en een radicale hervormer van de cultuur in Denemarken.
Bendix werd in Parijs, Londen en Kopenhagen opgeleid als schilder en debuteerde in 1922. In 1925 werd hij als tekenaar aangenomen door Le Quotidien in Parijs. Bendix onderbrak zijn werk met tegenzin voor een ballingschap in de Verenigde Staten, waar hij van 1941 tot 1945 verbleef. Hij toonde in zijn cartoons zijn gevoel voor politieke satire, maar maakte portretten en schetsen van het theater en het ballet. Hij was medewerker aan antinazi-magazines. Van 1950 tot aan zijn dood was hij redacteur van het dagblad Politiken. Bendix' stijl is eenvoudig en sierlijk en toonde soms afbeeldingen van jonge vrouwen. Hij maakte geen geheim van zijn inspiratie door en enthousiasme voor Franse cultuur en kunst.
Hij was lid van verschillende schildersgezelschappen waaronder "Grønningen" en is met zijn werk vertegenwoordigd in zowel Deense als buitenlandse musea. Voor zijn werk werd hij met de exclusieve Medaille "Ingenio et Arti" gedecoreerd en hij was Ridder in de Orde van de Dannebrog. Bendix was voorzitter, daarna erelid, van de Deense cartoonistenbond, voorzitter van de Liga voor Tolerantie 1948-1958, daarna erelid en lid van de Sociaal-Democratische Cultuurraad.
Een selectie van Hans Bendix' portretten van internationale artiesten is verzameld in het boek "Krop og kontrafejer" (1974). Hij werkte ook als kunst- en literair criticus en schreef reisboeken met eigen illustraties. Zijn memoires zijn gepubliceerd in vier delen (1967-1975) met als titels "Onschuldig voorjaar" (Memoires, I, 1967), "Ongemakkelijke zomer" (Memoires, II, 1969), "Kleurrijke herfst" (memoires III, 1973) en "Warme Winter" (IV, 1975).
- Bibsys: 90230058
- Gemeinsame Normdatei: 11944741X
- International Standard Name Identifier: 0000 0000 6675 202X
- KulturNav: 1ae3fcff-5d90-4821-8551-ec350981b712
- Library of Congress Control Number: n79081814
- Nationale Bibliotheek van Polen: a0000001825843
- Nederlandse Thesaurus van Auteursnamen: 097962708
- RKD-Nederlands Instituut voor Kunstgeschiedenis: 218087
- Système universitaire de documentation: 066952727
- Virtual International Authority File: 13118316
- WorldCat: E39PBJycMGBgFfjRThH9FBV9jC